# Mauritia (microcontinent)
Pour les articles homonymes, voir Mauritia.

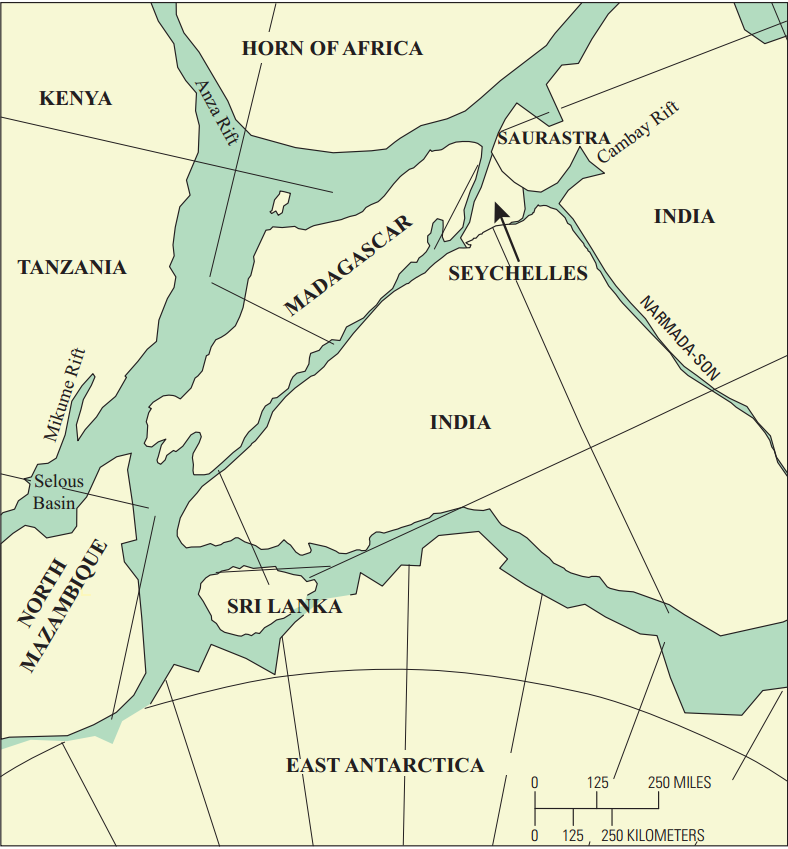
Carte montrant le début de la dislocation du Gondwana au Jurassique.

Mauritia est un microcontinent daté du Précambrien, situé dans l'océan Indien sous l'île de La Réunion et l'île Maurice.
Il se serait détaché de la plaque Madagascar il y a entre 83,5 et 61 millions d'années, lors de l'ouverture du bassin océanique des Mascareignes. Il est aujourd'hui en partie recouvert sous une épaisse couche de lave déversée par le point chaud qui le traverse, dont les plus vieux dépôts datent de 8,9 millions d'années pour l'île Maurice.
L'hypothèse de l'existence de ce microcontinent repose sur l'analyse de zircons prélevés sur les plages de l'île Maurice, datés du Néoprotérozoïque, c'est-à-dire entre 684 et 660 millions d'années et du Paléoprotérozoïque, soit près de deux milliards d'années. Les zircons, formés en profondeur, auraient été entraînés à la surface terrestre par le magma lors des éruptions,.
Une partie aurait perduré un temps sous la forme de longs rubans, disséminés dans l'Océan Indien et presque tous recouverts par l'eau. Ces terres auraient résisté plus longtemps, après le paléocène.